# Petr Lazar
Petr Lazar (* 2. Juli 1976 in Brünn) ist ein ehemaliger tschechischer Radrennfahrer, der auf Bahn und Straße aktiv war.
Petr Lazar begann seine Karriere 2003 beim tschechischen Radsport-Team ASC Dukla Prag, wo er 2010 seine Laufbahn auch beendete. In seinem zweiten Jahr konnte er im Frühjahr die dritte und vierte Etappe der Griechenland-Rundfahrt für sich entscheiden. 2004 startete er bei den Olympischen Spielen im Zweier-Mannschaftsfahren und belegte gemeinsam mit Milan Kadlec Rang 13. Beim Bahnrad-Weltcup in Moskau belegte er 2006 mit seinem Landsmann Alois Kaňkovský den zehnten Platz im Zweier-Mannschaftsfahren, bei den Bahn-Europameisterschaften im selben Jahr errang er gemeinsam mit Kaňkovský in dieser Disziplin Bronze.
Lazar bestritt auch Sechstagerennen. 2006 wurde er Dritter in Turin, im Jahr darauf ebenfalls Dritter in Fiorenzuola d’Arda, jeweils gemeinsam mit Kaňkovský.

## Erfolge – Bahn
2004
- Weltcup Manchester – Madison (mit Martin Bláha)

2005
- Tschechischer Meister – Mannschaftsverfolgung (mit Stanislav Kozubek, Jan Kunta und Martin Bláha)

2008
- Tschechischer Meister – Madison (mit Alois Kaňkovský)

## Teams
- 2003–2010 ASC Dukla Prag